# Down in a Hole
Down in a Hole – ballada rockowa będąca piątym singlem amerykańskiego zespołu muzycznego Alice in Chains, promującym opublikowany we wrześniu 1992 drugi album studyjny Dirt. W amerykańskiej edycji płyty utwór został zamieszczony na czwartej pozycji. Jego czas trwania wynosi 5 minut i 38 sekund, co sprawia, że jest jedną z dłuższych kompozycji wchodzących w skład albumu. Autorem tekstu i kompozytorem jest Jerry Cantrell. Oprócz podstawowej wersji singel ukazał się również w rozszerzonych edycjach na terenie Europy, gdzie na stronach B znalazły się utwory „A Little Bitter”, „Love, Hate, Love”, „Rooster”, „What the Hell Have I” i skrócona do 3 minut i 53 sekund radiowa wersja „Down in a Hole”. Singel wydano w formacie CD oraz na 7” i 12”-calowym winylu.
Utwór Alice in Chains odniósł umiarkowany sukces komercyjny, plasując się w pierwszej dziesiątce listy Album Rock Tracks – publikowanej przez amerykański tygodnik „Billboard”, a także docierając do top 40 w zestawieniach na Wyspach Brytyjskich. W późniejszym czasie trafił na dwie kompilacje grupy – Nothing Safe: Best of the Box (1999) i Music Bank (1999). Z kolei akustyczna, koncertowa wersja znalazła się na albumie Unplugged (1996).
5 sierpnia 2022 singel otrzymał od zrzeszenia amerykańskich wydawców muzyki Recording Industry Association of America (RIAA) certyfikat platynowej płyty za sprzedaż miliona egzemplarzy. 6 lipca 2023 – osiągnąwszy próg 15 tys. sprzedanych kopii w Nowej Zelandii – otrzymał od tamtejszego stowarzyszenia Recorded Music NZ (RMNZ) certyfikat złotej płyty.

## Historia nagrywania

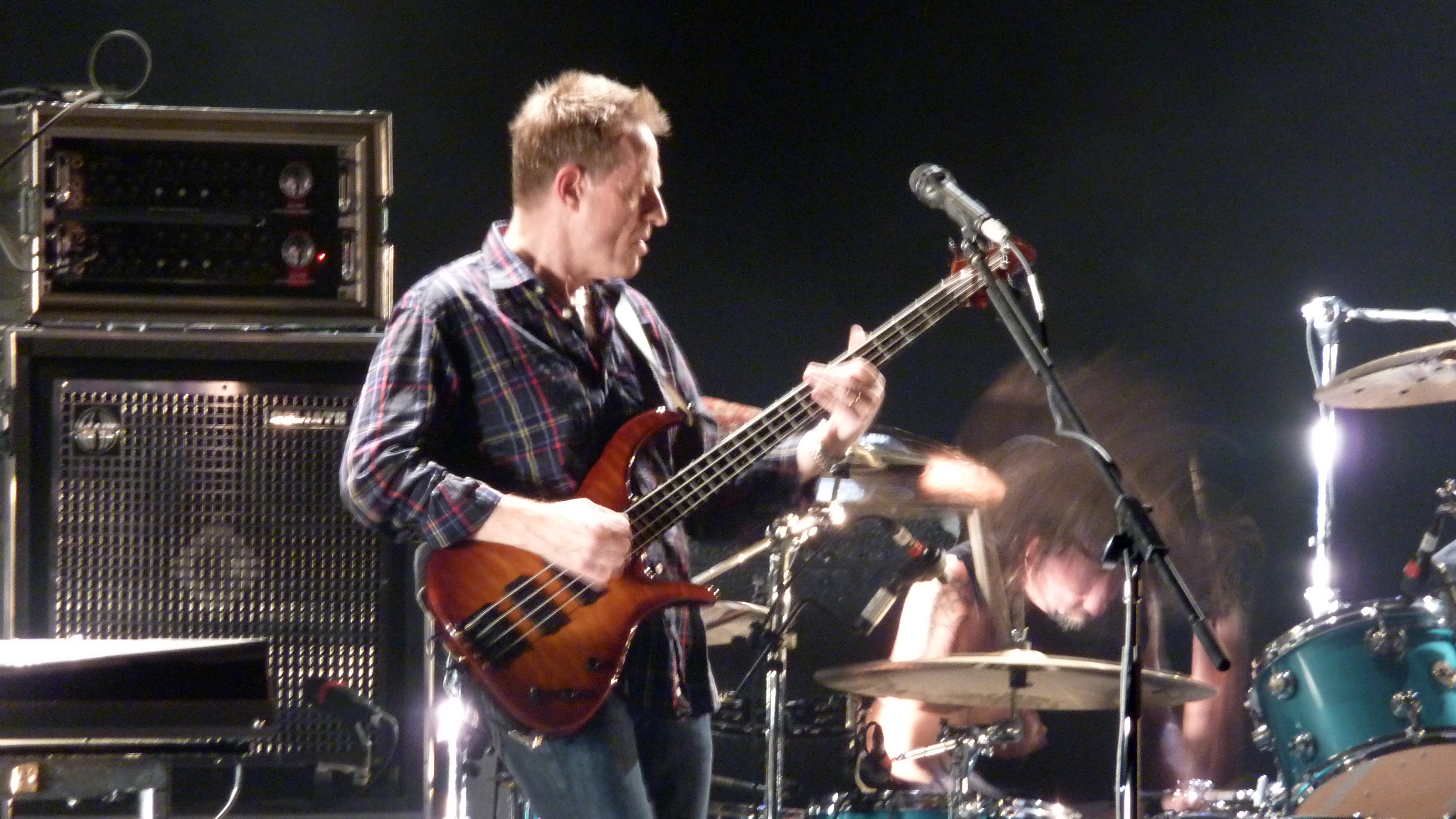
Partie basu w „Down in a Hole” wzorowano na grze Johna Paula Jonesa (na zdj. w 2009)

Utwór „Down in a Hole” został skomponowany przez Jerry’ego Cantrella. Początkowo muzyk nie był przekonany do nagrania go razem z zespołem. Uważał bowiem, że jest on zbyt lekki i znacznie odbiega od cięższego brzmienia grupy. Kompozycja spotkała się jednak z pozytywną oceną ze strony pozostałych członków Alice in Chains, którzy wyrazili chęć jej nagrania. „Była to piękna piosenka. Kiedy ją przyniosłem myślałem, że nie będzie żadnego sposobu, by chłopaki pozwolili mi ją zamieścić na płycie. Gdy ją nagrywaliśmy, włożyłem w nią całą gitarę dwunastostrunową i to było coś w stylu: «cholera, to jest najpiękniejsza piosenka jaką kiedykolwiek słyszałem!» Nie mogłem uwierzyć, że zespół ją polubił” – wspominał Cantrell na łamach magazynu „Guitar World”.
W trakcie sesji do albumu Dirt (1992) – na prośbę Mike’a Starra, który miał problem z wymyśleniem partii gitary basowej w kilku utworach – do studia ściągnięto na koszt managementu grupy Evana Sheeleya z zespołu TKO. Starr wręczył przyjacielowi akustyczną gitarę basową, którą kiedyś od niego zakupił, po czym zaczął puszczać mu na kasecie wersje demo kilku kompozycji. Pierwszą z nich był utwór „Down in a Hole”. Sheeley opracował partie basu, grając na wzór Johna Paula Jonesa na debiutanckim albumie studyjnym Led Zeppelin z 1969. Zagrawszy „Ramble On” (z drugiej płyty Led Zeppelin II; 1969) wręczył bas Starrowi, który następnie miał za zadanie powtórzyć jego sposób gry. „Jestem bardziej technicznym basistą, Mike był bardziej thrasherem, co moim zdaniem było bardziej charakterystyczne dla zespołu. To była wielka część ich brzmienia. Gdy wziął bas ode mnie, nie mógł zagrać wszystkich nut, które ja grałem. Spośród wszystkich wspomnianych nut, pokazałem mu niektóre z nich, aby uzyskał swoją linię basową” – wspominał Sheeley.
Overdubbing partii wokalnych i gitar do utworu „Down in a Hole” odbył się 23 czerwca 1992.

## Analiza

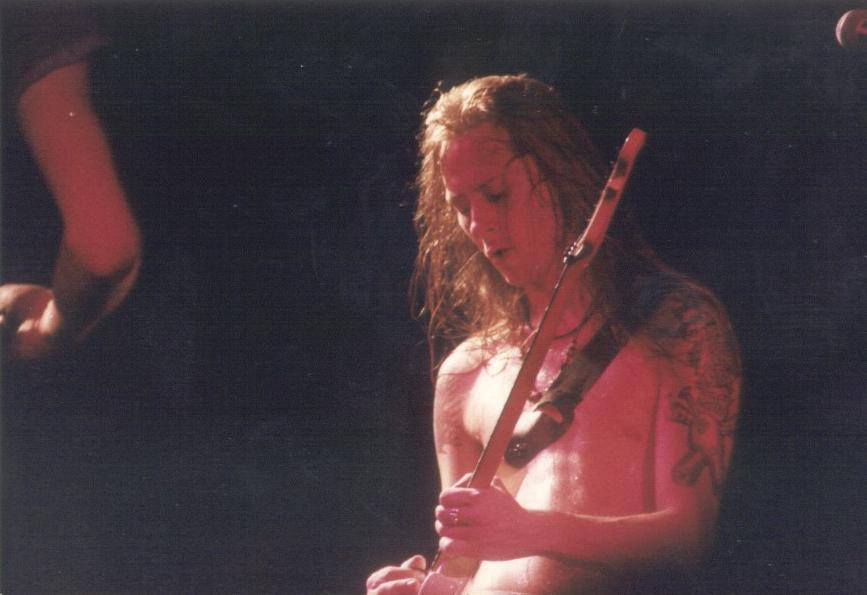
Cantrell (na zdj. w 1992) poruszył w liryce utworu temat zepsutej relacji interpersonalnej

Mająca emocjonalny charakter warstwa liryczna, wyrażająca melancholię, smutek, tęsknotę i utratę, traktuje o zepsutej relacji interpersonalnej. Mimo że Cantrell napisał tekst o związku ze swoją ówczesną dziewczyną, Courtney Clark, w części publikacji znaczenie słów błędnie interpretowano jako opis zmagań Layne’a Staleya z uzależnieniem od heroiny. Kyle Anderson, autor książki Accidental Revolution: The Story of Grunge (2007), stwierdził, że gdy wokalista śpiewał wers I give this part of me for you, jego jedyną kochanką była igła. Michael Christopher z PopMatters wyrażał przekonanie, że liryka do „Down in a Hole” nadała ton niemal całej płycie. „Miłość do heroiny. Ból spowodowany heroiną. Torturowane wycofanie się z heroiny. Ogromne pustkowia samozniszczenia i samotności, gdy heroina jest twoim jedynym przyjacielem. Nie daj się zwieść, jest to najgłębsza oraz najbardziej rażąca eksploracja na temat uzależnienia w historii. «Down in a Hole» po prostu to potwierdził i zilustrował wszystko, o co chodziło na Dirt [1992]”. Michael Nelson z magazynu internetowego Stereogum opisał kompozycję jako „hymn straty, wstrętu i depresji”.
W wywiadzie dla „Metal Hammera” z 1993, Cantrell odniósł się do interpretacji słów: 

Ten numer jest o dziewczynie, tyle że z mojego punktu widzenia. Wydaje się, że nasz związek był bardzo silny, ale tak wcale nie było. W owym czasie byłem jeszcze mało dojrzały. Teraz jest mi tego żal, ponieważ ona była niezwykłą osobą. Jak mówiłem, byłem zbyt niedojrzały, aby to docenić. Do pewnego stopnia nadal tak jest.

W rozmowie z branżowym „Guitar” mówił: 

To piosenka o dziewczynie, która wiele dla mnie znaczy, z którą dwukrotnie zerwałem. Wiem, że jestem do cholery zbyt młody i głupi, by radzić sobie z byciem osobą odpowiedzialną w związku. Ten numer jest uświadomieniem sobie, że jestem tak bardzo dziecinny. Mam jeszcze wiele pracy przed sobą, by móc stać się osobą jaką chciałbym być w związku – aby wypełnić to wszystko, czego inna osoba potrzebuje i oczekuje ode mnie, jak uczciwość.

Utrzymany w średnim tempie utwór skomponowany jest w tonacji e-moll, lub as-moll, w strojeniu E, obniżonym o pół tonu w dół według Eb-Ab-Db-Gb-Bb-Eb z wykorzystaniem skali doryckiej, koncentrując się głównie wokół progresywnych akordów as-moll-Ges-dur-Des-dur. W ocenie HP Newquista utwór stanowi przykład tego, jak Cantrell może poruszać się w obrębie jednego akordu, aby podkreślić akcenty wokalne w kompozycji. W nagraniu użył on m.in. sześcio- i dwunastostrunowej gitary klasycznej marki Taylor oraz korzystał ze starych efektów chorus i flanger. Jak wspominał: „w «Down in a Hole» przepuściliśmy akustykę przez te starożytne flangery i chorusy i brzmiało to świetnie”.
Zwrotki kompozycji częściowo utrzymane są w łagodniejszym, bardziej stonowanym brzmieniu, podczas gdy refreny cechują się większą dynamiką i hardrockowym ciężarem. Utwór charakteryzuje się także powolnym rytmem perkusji, ustępując miejsca partiom gitar oraz basu. Z uwagi na akustyczne akcenty „Down in a Hole” nawiązuje swoim brzmieniem do tradycyjnego rocka. Ned Raggett z AllMusic wyróżniał harmonię wokalną Staleya i Cantrella, określając śpiew pierwszego z nich mianem „jednego z najlepszych”, i dodając, że chociaż „[Staley] sam nie ma konwencjonalnego głosu, jego na wpół stłumiony, ale wciąż niesamowicie sugestywny występ, zwłaszcza gdy wspiera go Cantrell, jest szczery i prawie tęskny”. Nelson był zdania, że „bolesne wycie Staleya kieruje piosenką, ale jej siła czerpie z niesamowitych harmonii Cantrella, które nadają utworowi wagę, a także poczucie niepokoju”.

## Teledysk
Teledysk nagrywano 9 sierpnia 1993 w jednostce osadniczej Johannesburg w stanie Kalifornia. Za reżyserię odpowiada Nigel Dick, autorem zdjęć jest Paul Taylor (zespół nakręcił również własne materiały), edycję wykonał Eric Santacroce, a procesem produkcji zajął się David Diehl. Fabuła ukazuje członków zespołu spacerujących po pustynnych terenach. Premiera wideoklipu miała miejsce we wrześniu 1993. Dick wspominał, że każdy moment sesji był „koszmarem”, a jedyne szczęśliwe wspomnienie z okresu nagrywania to „akustyczny Gibson z 1964, który kupiłem w lombardzie w Kansas City, czekając na pierwszą próbę ich [zespołu] nagrania – która następnie została odwołana”.
Teledysk dostępny jest na albumie kompilacyjnym Music Bank: The Videos (1999).

## Wydanie
Inżynier dźwięku Bryan Carlstrom wymieniał „Down in a Hole” w gronie utworów, które – jego zdaniem – wyróżniały się na albumie Dirt (1992). Kompozycja była piątym i ostatnim singlem promującym wspomniany album studyjny (w amerykańskiej edycji płyty – o nr kat. CK 52475 – „Down in a Hole” umieszczono na czwartej pozycji). Singel został opublikowany przez wytwórnię Columbia 30 sierpnia 1993 na nośniku CD (nr kat. CSK 5391). 11 października 1993 w Wielkiej Brytanii ukazała się rozszerzona edycja singla, wydana w formatach CD (nr kat. 659751 2) – gdzie na stronie B zamieszczono radiową (skróconą do 3 minut i 53 sekund) i studyjną wersję „Down in a Hole” oraz piosenki „What the Hell Have I” i „Rooster” – a także na 7” (nr kat. 659751 7) i 12”-calowych (nr kat. 659751 6) winylach. Edycja 7”-calowa zawierała radiową wersję „Down in a Hole” i kompozycję „Rooster”, natomiast 12”-calowa wersję studyjną „Down in a Hole” i utwory „A Little Bitter”, „Rooster” oraz „Love, Hate, Love”.
Utwór w późniejszym czasie trafił na dwa albumy kompilacyjne grupy – Nothing Safe: Best of the Box (1999) i Music Bank (1999). Koncertowa wersja „Down in a Hole”, wykonana w akustycznej aranżacji, została zamieszczona na albumie Unplugged (1996).

## Odbiór

### Krytyczny

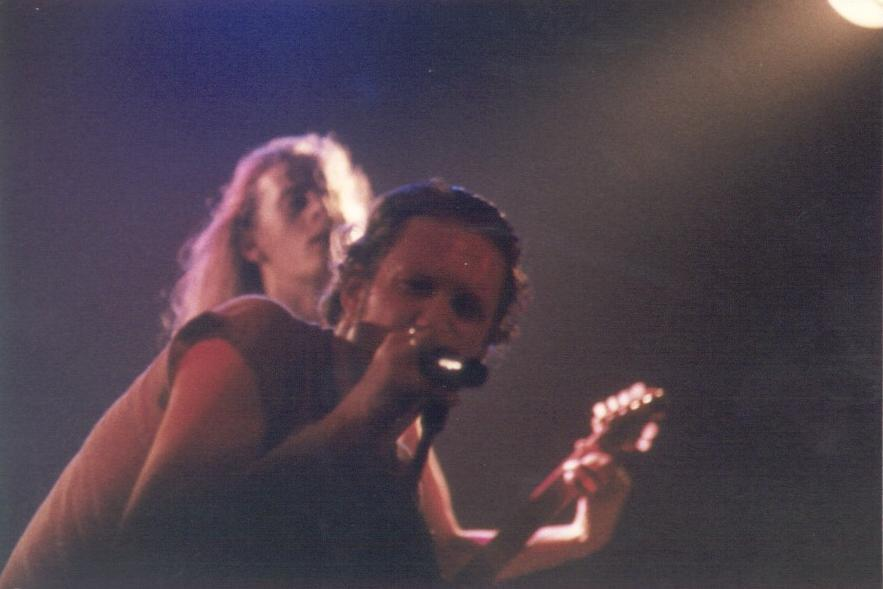
Krytycy wyróżniali harmonie wokalne Staleya i Cantrella (na zdj. w 1992) w utworze

Ned Raggett oceniał za pośrednictwem AllMusic, że choć to „«Rooster» był swego rodzaju mocną balladą (ang. power ballad), która najbardziej wyróżniała się na płycie Dirt [1992], to utwór «Down in a Hole» niewiele jej ustępował, pokazując Alice in Chains w jej fascynującym, częściowo akustycznym trybie”. Autor podkreślał, że efekt końcowy wydaje się przedstawiać portret „zrujnowanego człowieka szukającego ukojenia”. Ric Albano z czasopisma „Classic Rock” zróżnicowane partie gitar określał mianem „unikatowych” i porównywał ich brzmienie do lat 80. Jeff Gilbert utwór „Down in a Hole” charakteryzował na łamach branżowego „Guitar World” jako „zręczny i wrażliwy”. Ze względu na akustyczne momenty, przyrównywał go do materiału z minialbumu Sap (1992). Paul Beauchemin z tego samego miesięcznika lirykę i nastrój kompozycji uważał za „najbardziej ponury portret ludzkości umieszczony kiedykolwiek w piosence”.
Sam Law z „Kerrang!” zwracał uwagę na „nieodłączną melancholię i przeplatające się harmonie wokalne”, które – jego zdaniem – są znakiem rozpoznawczym „klasycznego Alice in Chains”. Autor podkreślał również, że „naładowany lament Layne’a z powodu bycia Down in a hole / Out of control wydawał się insynuować mroczniejsze znaczenie drugorzędne niż zwykłe złamanie serca”. Chad Childers z czasopisma Loudwire oceniał „Down in a Hole” jako „jedną z najlepszych kompozycji w dorobku zespołu”, podkreślając też „melancholijny nastrój, średnie tempo i doskonałą harmonizację linii wokalnych Staleya z Cantrellem”. Mark Cooper z brytyjskiego „Q” zaznaczał, że utwory „Down in a Hole”, „Sickman” i „Hate to Feel” „wskazują na poziomy frustracji, nienawiści do samego siebie i czystej depresji, które rozpalają ten album”. Eli Enis z magazynu „Revolver” pisał: „Pełzający, lekko psychodeliczny i bez wątpienia sabbathowy, ten nastrojowy klejnot o ówczesnej dziewczynie gitarzysty zademonstrował emocjonalny i dźwiękowy zakres zespołu ze świetnym skutkiem”. Z kolei zdaniem Macieja Wesołowskiego z „Tylko Rocka”, mimo „przyjemnie brzmiących partii gitar” i „mniej «wynaturzonego» śpiewu Layne’a Staleya”, utwór zachowuje typowe dla zespołu „brudne” brzmienie.
Ville Valo, frontman fińskiego zespołu HIM, w wywiadzie z 2012 przyznawał: „Kocham «Would?», ale «Down in a Hole» jest jednym z moich ulubionych, powolnych, super melancholijnych numerów wszech czasów”. Zakk Wylde – lider Black Label Society – w rozmowie z „Metal Hammerem” z 2022 wspominał: „Pamiętam, jak byłem w trasie z Alice in Chains, a Jerry Cantrell i Layne Staley weszli do mojej garderoby, żeby pograć na mojej gitarze elektrycznej […] Dostałem «Down in a Hole» i byłem po prostu znokautowany – to takie epickie i oczywiście, kiedy słyszysz produkcję tego utworu, naprawdę to czujesz. Melodia jest niesamowita”.

### Komercyjny
2 października 1993 singel zadebiutował na 39. lokacie listy Album Rock Tracks, opracowywanej przez amerykański magazyn „Billboard”. 11 grudnia, w jedenastym tygodniu obecności w notowaniu, awansował na 10. miejsce, pozostając na nim przez tydzień (była to druga tak wysoka pozycja osiągnięta dotychczas przez singel Alice in Chains na wspomnianej liście po utworze „Rooster”, który 24 kwietnia uplasował się na 7. lokacie). Łącznie singel „Down in a Hole” był notowany na Album Rock Tracks przez dwadzieścia jeden tygodni. Dostał się on też na listy w Wielkiej Brytanii. 17 października 1993 uplasował się na 36. lokacie w publikowanym przez Official Charts Company (OCC) Official Singles Chart Top 75 – pozostając w zestawieniu przez dwa tygodnie – a 21 października na 29. pozycji na liście Top 100 Singles, opracowywanej przez irlandzką organizację Irish Recorded Music Association (IRMA).
W 2001 utwór „Down in a Hole” znalazł się w gronie stu pięćdziesięciu kompozycji zakazanych przez sieć radiową Clear Channel Communications z siedzibą w Teksasie, która w swojej notatce sugerowała, że niektóre piosenki były „nieodpowiednie” do nadawania na antenie w 1170 stacjach radiowych po atakach z 11 września 2001. Steven Wishnia był zdania, że szczególnie wers Down in a hole and I don’t know if I can be saved, mógł nabrać chorobliwego kontekstu, jednak część mogła uznać go za katartyczny, przywołując nowojorskiego strażaka, który próbuje wygrzebać się z gruzów.
5 sierpnia 2022 singel – w wersji cyfrowej – otrzymał od zrzeszenia amerykańskich wydawców muzyki Recording Industry Association of America (RIAA) certyfikat platynowej płyty, za sprzedaż miliona egzemplarzy. 6 lipca 2023 nowozelandzkie stowarzyszenie Recorded Music NZ (RMNZ) przyznało singlowi certyfikat złotej płyty, który przekroczył nakład sprzedaży 15 tys. kopii.

### Wykorzystanie utworu
W październiku 2017 singel, będący częścią zestawu Alice In Chains Pack 03, udostępniono jako zawartość do pobrania (ang. downloadable content, DLC) na platformy Xbox One i PlayStation 4 dla muzycznej gry komputerowej Rock Band 4 (2015). 12 grudnia 2017 „Down in a Hole” został wydany w formie rozszerzenia dla gry Rocksmith z 2011, jako część zestawu obejmującego także inne kompozycje zespołu – „Rooster”, „No Excuses”, „Nutshell” i „Heaven Beside You”.

### Zestawienia
W listopadzie 2004 redakcja brytyjskiego tygodnika „Kerrang!” sklasyfikowała „Down in a Hole” na 4. pozycji (na dziesięć możliwych) w zestawieniu „piosenki które trzeba znać w gatunku grunge’owym”.
| Rok  | Tytuł                                     | Publikacja | Pozycja | Źródło |
| ---- | ----------------------------------------- | ---------- | ------- | ------ |
| 2004 | „666 piosenek które musisz znać (Grunge)” | „Kerrang!” | 4       | [ 69 ] |

## Utwór na koncertach

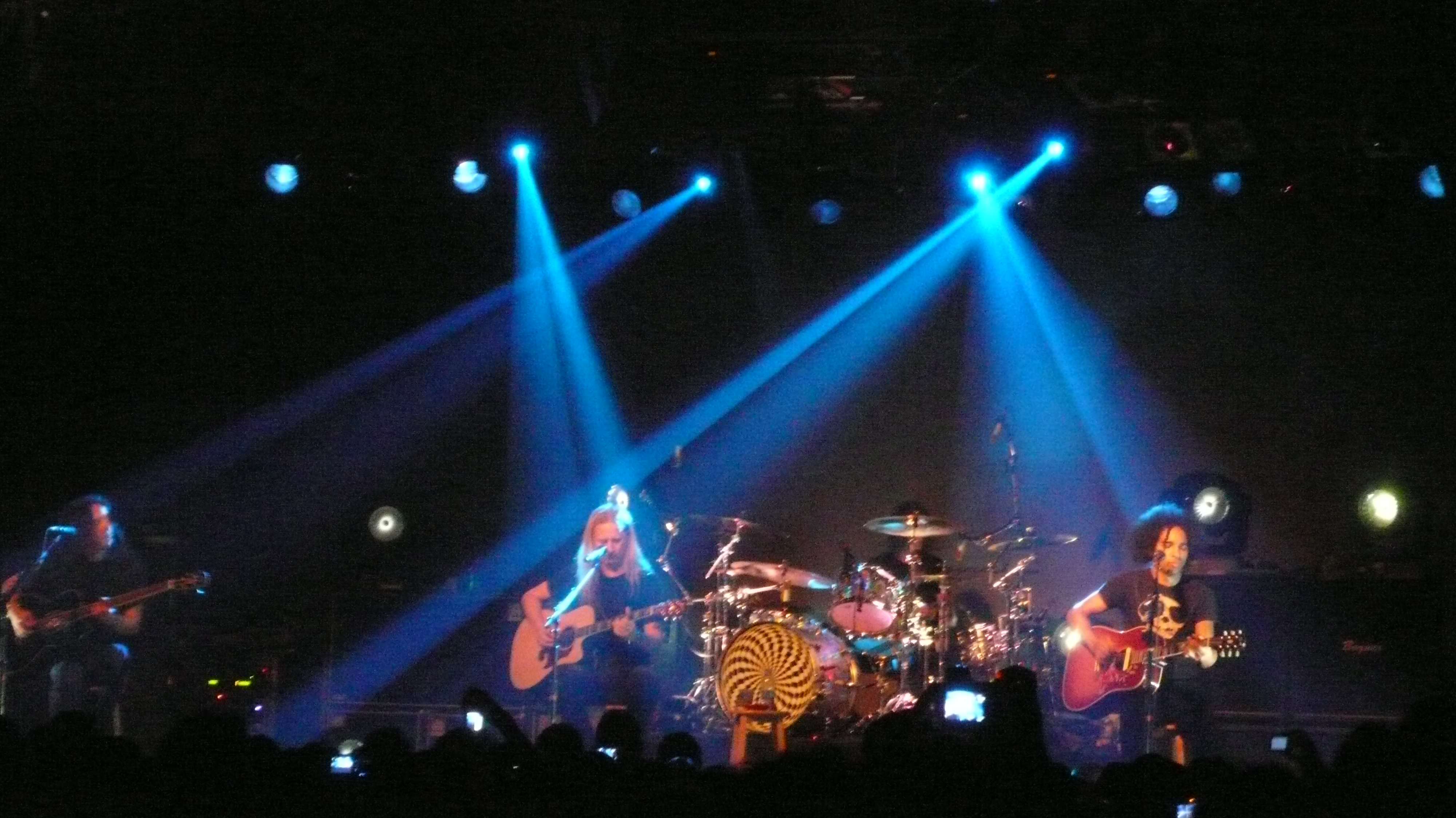
Od momentu reaktywacji w 2005 utwór „Down in a Hole” często bywa wykonywany na koncertach zespołu, także tych akustycznych (na zdj. w 2009)

Utwór „Down in a Hole” zadebiutował na żywo podczas akustycznego koncertu zespołu w ramach cyklu MTV Unplugged, który odbył się 10 kwietnia 1996 w Majestic Theatre w Brooklyn Academy of Music w Nowym Jorku. Jego zapis ukazał się na albumie Unplugged (1996). Mike Inez, odnosząc się do wspomnianego występu, wspominał, że „głos [Staleya] podczas śpiewania «Down in a Hole» nadal przyprawia mnie o łzy”. Według Dana Epsteina z „Rolling Stone’a”, zmaganie się wokalisty z nałogiem narkotykowym nadało „Down in a Hole” nowego, bardziej mroczniejszego znaczenia. „Jego uduchowione wykonanie utworu wydawało się dawać powód do optymizmu, podobnie jak cały set Unplugged” – pisał.
Od momentu reaktywacji w 2005, utwór regularnie grany jest podczas tras zespołu (w trakcie pierwszego reaktywacyjnego występu, mającego miejsce 18 lutego w Premier Nightclub w Seattle w stanie Waszyngton, w kompozycji gościnnie zaśpiewał Patrick Lachman), w tym również na akustycznych koncertach. 18 maja 2006, w trakcie występu w Roxy Theatre w West Hollywood w Kalifornii w ramach Finish What we Started Tour, „Down in a Hole” został wykonany z gościnnym udziałem Billy’ego Corgana, frontmana The Smashing Pumpkins.
Koncertowa wersja utworu, zarejestrowana 14 lipca 2009 w trakcie mini akustycznego występu grupy w Ricardo Montalbán Theatre w Los Angeles, została zamieszczona jako bonus dołączony do japońskiej edycji piątego albumu studyjnego – Black Gives Way to Blue (2009). Rod Wilba, recenzując za pośrednictwem „Kerrang!” koncert zespołu w nowojorskiej Madison Square Garden z 24 września 2010 w ramach tournée Blackdiamondskye, podkreślał, że luka spowodowana brakiem Staleya (zmarłego w 2002) wydaje się większa niż zwykle, co, według autora, szczególnie odczuwalne jest w pozbawionym emocji „Down in a Hole”.

## Lista utworów na singlu
singel CD (CSK 5391):
| Nr | Tytuł utworu     | Autorzy        | Długość |
| -- | ---------------- | -------------- | ------- |
| 1. | „Down in a Hole” | Jerry Cantrell | 5:38    |

singel CD (SAMP 1941):
| Nr | Tytuł utworu                      | Autorzy  | Długość |
| -- | --------------------------------- | -------- | ------- |
| 1. | „Down in a Hole” (wersja radiowa) | Cantrell | 3:53    |

singel CD (659751 2):
| Nr | Tytuł utworu                      | Autorzy  | Długość |
| -- | --------------------------------- | -------- | ------- |
| 1. | „Down in a Hole” (wersja radiowa) | Cantrell | 3:53    |
| 2. | „Down in a Hole”                  | Cantrell | 5:38    |
| 3. | „What the Hell Have I”            | Cantrell | 3:58    |
| 4. | „Rooster”                         | Cantrell | 6:15    |
|    |                                   |          | 19:44   |

winyl 7” (659751 7):
| Nr | Tytuł utworu                      | Autorzy  | Długość |
| -- | --------------------------------- | -------- | ------- |
| 1. | „Down in a Hole” (wersja radiowa) | Cantrell | 3:53    |
| 2. | „Rooster”                         | Cantrell | 6:15    |
|    |                                   |          | 10:08   |

winyl 12” (659751 6):
Strona A:
| Nr | Tytuł utworu      | Autorzy                                           | Długość |
| -- | ----------------- | ------------------------------------------------- | ------- |
| 1. | „Down in a Hole”  | Cantrell                                          | 5:38    |
| 2. | „A Little Bitter” | Layne Staley • Cantrell • Mike Inez • Sean Kinney | 3:52    |
|    |                   |                                                   | 9:30    |

Strona B:
| Nr | Tytuł utworu       | Autorzy           | Długość |
| -- | ------------------ | ----------------- | ------- |
| 1. | „Rooster”          | Cantrell          | 6:15    |
| 2. | „Love, Hate, Love” | Staley • Cantrell | 6:26    |
|    |                    |                   | 12:41   |

## Personel
Opracowano na podstawie materiału źródłowego:
| Alice in Chains - Layne Staley – śpiew - Jerry Cantrell – śpiew, gitara rytmiczna, gitara prowadząca, gitara klasyczna (sześcio- i dwunastostrunowa), wokal wspierający - Mike Starr – gitara basowa - Sean Kinney – perkusja | Produkcja - Producent muzyczny: Dave Jerden - Inżynier dźwięku: Bryan Carlstrom - Miksowanie: Dave Jerden w Eldorado Recording Studios, Los Angeles, asystent: Annette Cisneros - Mastering: Steve Hall i Eddy Schreyer w Future Disc, Hollywood |

## Notowania i certyfikaty
| Lista (1993)                                    | Pozycja |
| ----------------------------------------------- | ------- |
| Album Rock Tracks (Stany Zjednoczone)           | 10      |
| Official Singles Chart Top 75 (Wielka Brytania) | 36      |
| Top 100 Singles (Irlandia)                      | 29      |

| Państwo                  | Certyfikat      | Sprzedaż   |
| ------------------------ | --------------- | ---------- |
| Nowa Zelandia (RIANZ)    | złota płyta     | 15 000+    |
| Stany Zjednoczone (RIAA) | platynowa płyta | 1 000 000+ |

## Interpretacje
- Jerry Cantrell podczas solowego koncertu w Seattle, który odbył się miesiąc po śmierci Staleya, zadedykował utwór pamięci wokalisty[84].
- Profesjonalny gracz baseballu Bronson Arroyo nagrał cover utworu na debiutanckim albumie studyjnym Covering the Bases (2005), gdzie wymienia go jako „Down in the Hole”[85].
- Ryan Adams z zespołem The Cardinals nagrał własną interpretację na minialbumie Follow the Lights (2007)[86].
- Amerykański zespół Demon Hunter zamieścił koncertową, akustyczną wersję utworu na rozszerzonej edycji albumu studyjnego The World is a Thorn (2010)[87].
- Matt Heafy zarejestrował akustyczną wersję dla audycji radiowej hardDrive w 2016[88].
- Szwedzki zespół In Flames zamieścił własną interpretację „Down in a Hole” na minialbumie Down, Wicked & No Good (2017)[89].
- Amerykański zespół Code Orange nagrał akustyczną wersję na albumie koncertowym Under the Skin (2020)[90].
- Duff McKagan i Shooter Jennings wykonali cover utworu podczas internetowej ceremonii uhonorowania Alice in Chains przez Museum of Pop Culture (MoPOP) nagrodą Founders Award 1 grudnia 2020[91].